# Gymnopogon legrandii
Gymnopogon legrandii là một loài thực vật có hoa trong họ Hòa thảo. Loài này được Roseng., B.R.Arrill. & Izag. mô tả khoa học đầu tiên năm 1968.